# Fourmilière

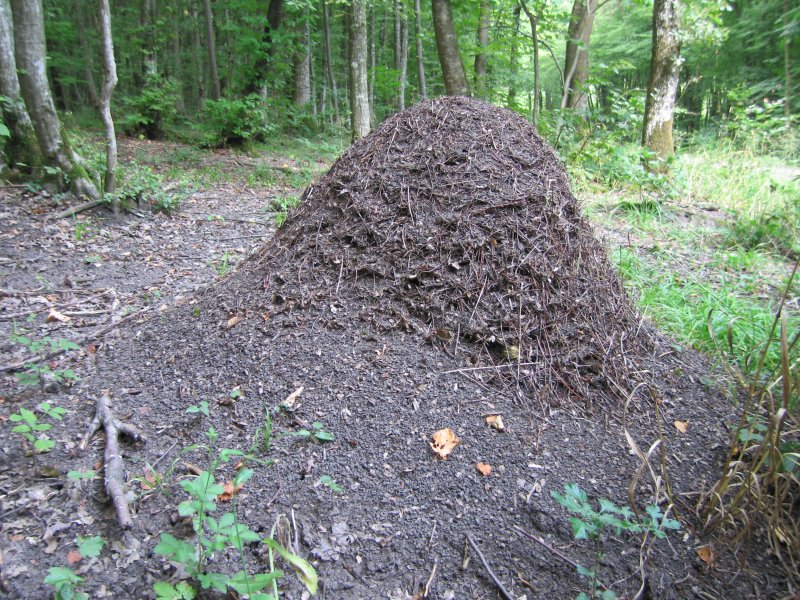
Une fourmilière à dôme de fourmis rousses dans une forêt.

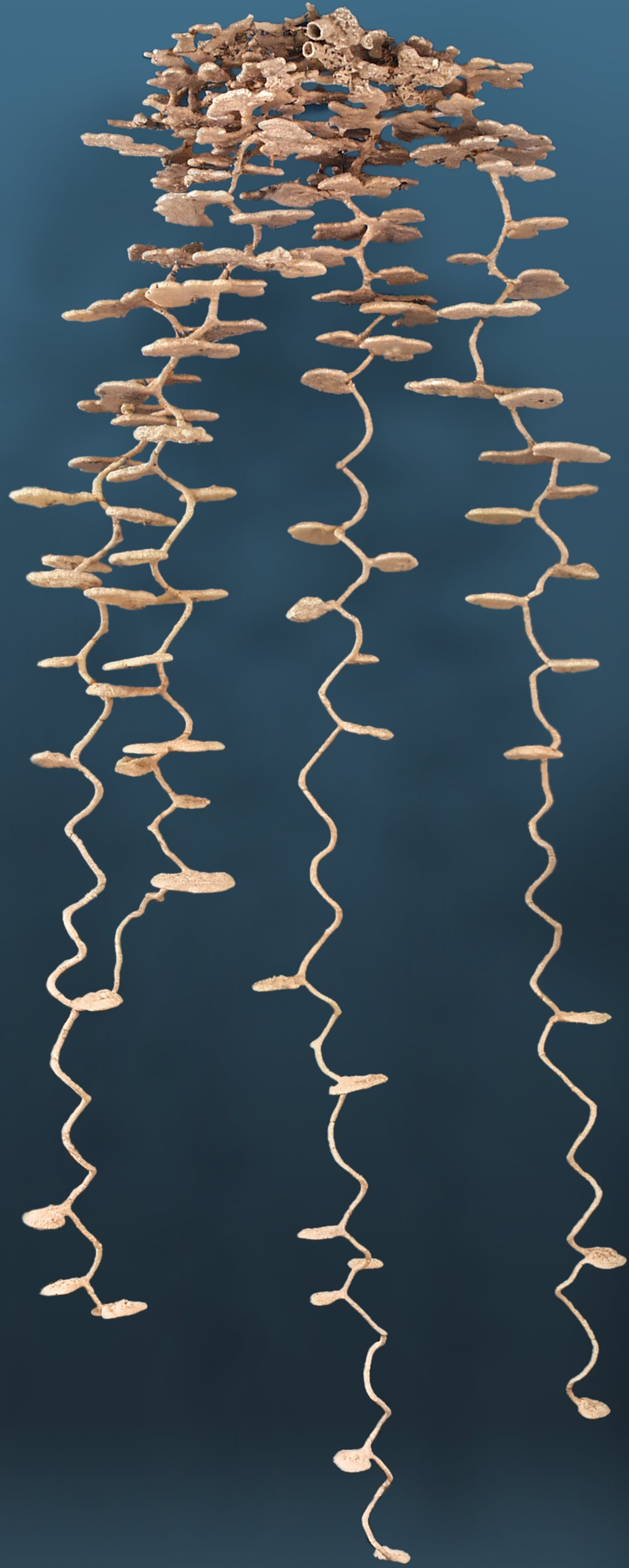
Le myrmécologue a inventé la technique du moulage des fourmilières en coulant dedans de l'aluminium en fusion ou du plâtre. Le matériau se solidifie en adoptant la forme des labyrinthes. Ici une sculpture-nid de la fourmi moissonneuse américaine '.

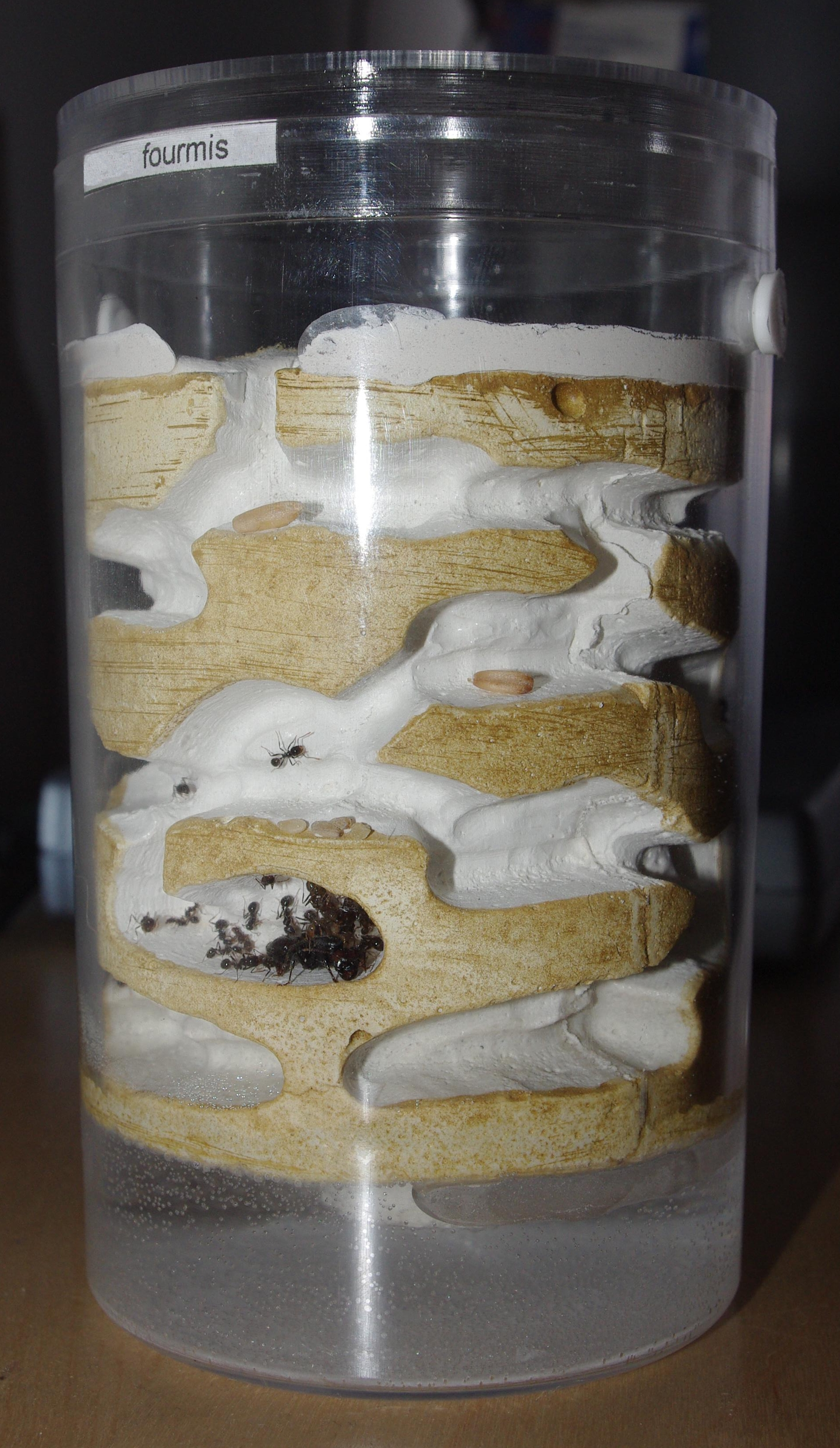
Élevage des fourmis dans une fourmilière artificielle qui montre les galeries multiples et les salles (solarium incubateur, cimetière, salle de garde, étable à pucerons, grenier à viande, grenier à grains, salle d'hibernation, crèche pour les larves et les nymphes, salle pour le compost, couveuse pour les œufs, chambre royale de la reine) dont la répartition est fonction des conditions de température et d’humidité du milieu.

La fourmilière est l’habitat des fourmis. C’est généralement un endroit qu’elles ont construit par excavation, par construction de dômes, ou qu’elles ont aménagé. La fourmilière a pour but de protéger la ou les reines et le couvain. Ce nid permet de garantir à la colonie une sécurité et un abri face aux intempéries.

## Structure

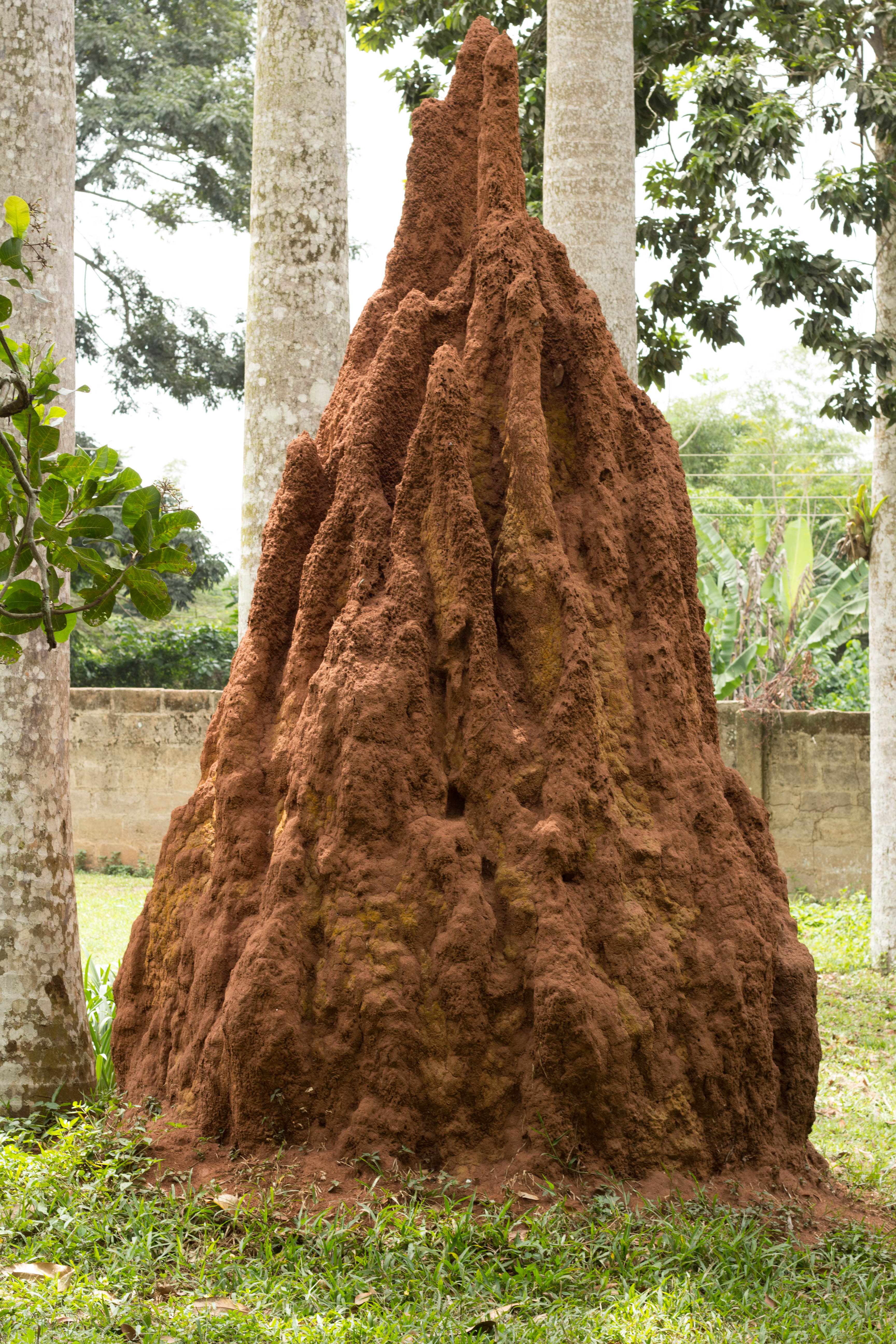
Colline à fourmis dans le jardin botanique d'Aburi, au Ghana. Avril 2019.

### Fourmilières à dômes
Les plus connues des fourmilières à dômes sont celles des Formica gr rufa qui, en partant généralement d’une souche ou d’un tronc couché, apportent des brindilles afin de permettre un réchauffement rapide du dôme qui sera orienté au soleil, et permettra ainsi un développement rapide des larves. Ces dômes de brindilles se trouvent généralement en forêt et sont parfois reliés entre eux. Leur visibilité est aussi le défaut qui pourrait leur nuire le plus. En effet, de nombreux pillages ou simplement des personnes qui abîment le nid peuvent mettre en péril la colonie.
Ces dômes sont également constitués de débris végétaux ainsi que de résine qui permet d’éliminer bactéries et parasites.
Le dôme est entretenu d’avril à octobre — les dates varient en fonction des lieux et des intempéries. Les fourmis déblayent alors les dômes ou ramènent des brindilles. Durant l’hiver, la colonie se retire en profondeur pour hiverner, et reprendra l’entretien du nid au printemps.
Certaines espèces de fourmis peuvent faire des dômes. Ils sont alors généralement formés de terre, de gravier, de sable et de débris animaux et végétaux entreposés aux alentours de l’entrée qui s’accumulent au fil du temps. Des petits dômes de terre sont parfois volontairement construits pour permettre de chauffer le couvain et reposent généralement sur les brins d’herbe.
En Amérique du Nord, les dômes de 40 cm de terre de la Grande Fourmi de Feu (Solenopsis invicta) détruisent les cultures des paysans ou les empêchent de faire leurs récoltes.

### Fourmilières sous terre
Les fourmilières construites dans la terre constituent la plus grande partie des nids. Les galeries sont creusées rapidement par les ouvrières qui excavent la terre et la ramènent à la surface. De longs tunnels mènent vers des salles plates et fines qui permettent de stocker les larves, la reine, les œufs et les nymphes.
On peut observer des fourmis sous les dalles en extérieur, qui occupent le mieux possible l’espace afin de pouvoir poser le plus de couvain dans ces salles chaudes, à cause de la chaleur emmagasinée par la dalle.

### Fourmilières remarquables
L’exemple des nids des fourmis champignonnistes est très connu. Ces fourmis creusent d’immenses réseaux  de galeries et de salles nécessaires à la culture de leurs champignons. Ces nids sont composés de nombreux tunnels, dont certains sont dédiés à l’aération. D'autres fourmis préfèrent s’aménager des fourmilières dans des plantes dites myrmécophytes. Ces plantes, par exemple certains Tillandsia et quelques acacias (tel Acacia cornigera), possèdent des cavités qui permettent aux fourmis d’organiser leur fourmilière directement en elles.
Quelques espèces de fourmis s'établissent dans des arbres pourris qu’elles creusent ou dans de vieilles charpentes, mais ce sont des cas généralement isolés.
Les fourmis peuvent fabriquer des nids en liant des feuilles ensemble à l’aide de soies produites par leurs larves. C’est le cas des espèces du genre Oecophylla.

### Fourmilières vivantes
Certaines espèces de fourmis ne vivent pas dans des nids creusés, mais s’organisent pour former un nid vivant créé par les milliers d’ouvrières qui se relient entre elles par leurs pattes, ce qui permet également de protéger la reine et le couvain. C’est le cas, par exemple, des espèces du genre Eciton, fourmis légionnaires.

## Fourmilière monogyne, polygyne ou oligogyne
La fourmilière est monogyne quand elle possède une seule reine reproductrice. Elle est polygyne quand elle possède plusieurs reines fécondées et fonctionnelles vivant en parfaite harmonie (jusqu'à des milliers chez certaines fourmis de bois ou chez la fourmi d'Argentine). Un troisième cas de figure est l'oligogynie : deux ou trois reines vivent dans la même colonie mais restent chacune cantonnée dans un secteur précis en raison de leur antagonisme.
Le mode de fondation de la fourmilière peut être indépendant ou dépendant. Dans la fondation indépendante (fondation claustrale ou par claustration), la reine cloîtrée dans sa loge crée sa colonie seule. Dans la fondation dépendante, la reine ayant besoin d'ouvrières pour la création d'une colonie, revient dans son nid maternel, se fait adopter par un autre nid (dans le cas d'une colonie polygyne ou orpheline de reine), ou parasite un autre nid (élimination et substitution à la reine d'origine). Elle peut aussi renoncer au vol nuptial et s'accoupler dans son nid de naissance.